# العصر الحجري الحديث في كوريا
العصر الحجري الحديث في كوريا, يشير إلى الفترة الواقعة بين 10,000 قبل الميلاد ~ 4,000 قبل الميلاد.
في ’العصر الحجري الحديث‘ تم استخدام الحجارة الأرضية (Ground stone) بدلاً من الحجارة المتكسرة(Chipped stone) تتميز القطع الأثرية الفخارية بالخطوط المشطية والتي تنتمي لعصر فخار جلمن.

## البيئة
كانت هذه الفترة دافئة نسبياً, كما أن مستوى البحر كان مرتفعاً وبحلول نهاية العصر الحجري الحديث تشكلت السواحل على ما هي عليه اليوم تقريباً.

## القطع الأثرية وأساليب الحياة

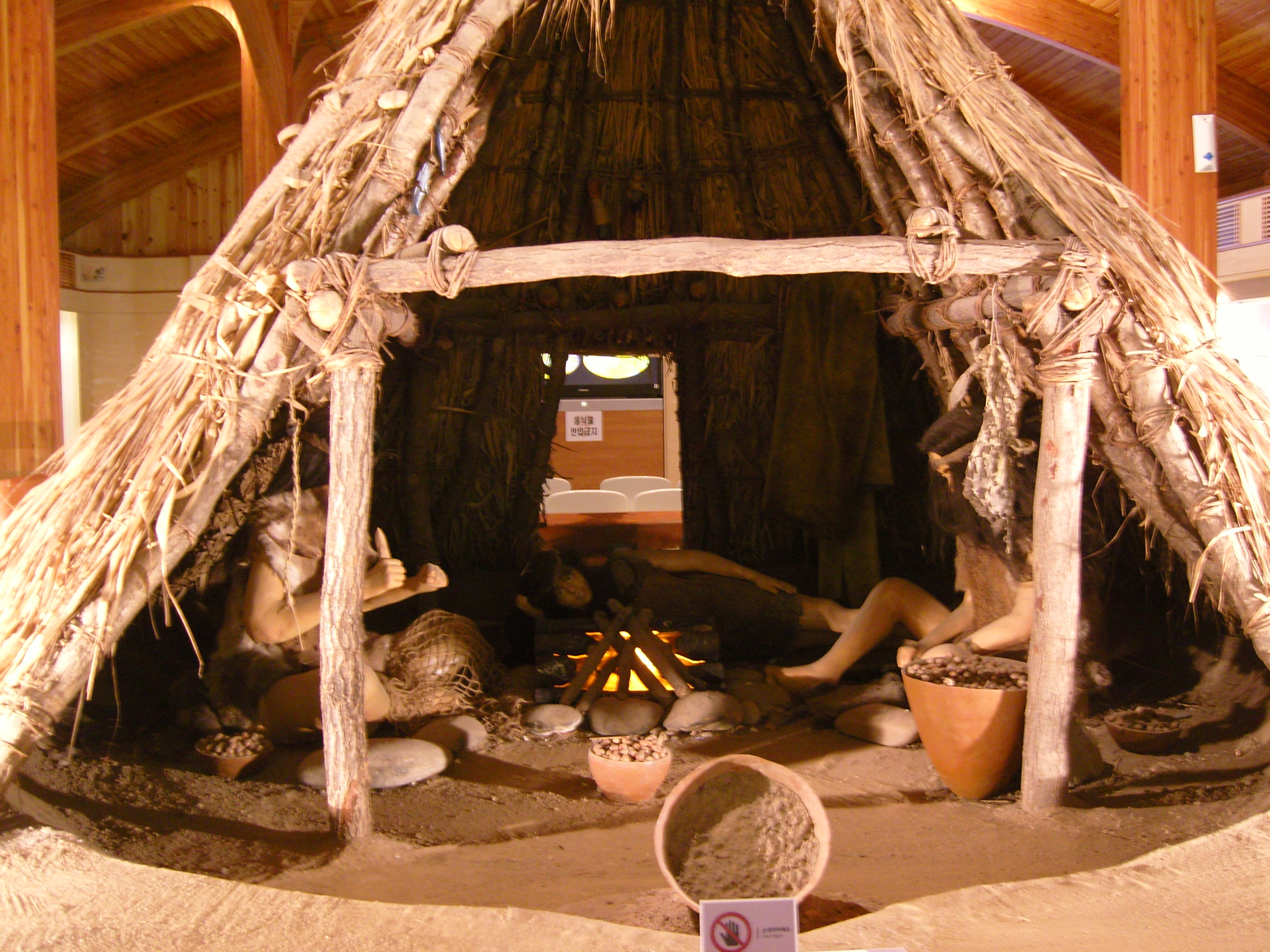
نموذج لكوخ وومجب من العصر الحجري الحديث

كان استخدام الأحجار الأرضية مؤشراً هاماً في عصر فخار جلمن. يعرف هذا الفخار باسم فخار ينغمن (융기문토기) ويوجد في أنحاء كثيرة من شبه الجزيرة, من أمثلة هذه المواقع غوسانري في جزيرة جيجو, ووبونغري في ألسان الكبرى.
الناس في هذه الفترة كانو يعيشون في وومجب مقوس وله باب واحد, وكانوا يستعملون الحراب للصيد, ولهم معدات متطورة لصيد السمك كالشباك, كما بدأت الحياة الزراعية. كما كانوا يتحركون في البحر والأنهار باستخدام قوارب مصنوعة من خشب تونغنام.
تم استخدام الحجارة في الحرث, كما تم التعرف على إزالة قشور الحبوب وطحنها لصنع الدقيق.
العصر الحجري الحديث يقسم إلى ثلاثة أقسام: مبكر, وسيط, أخير.

### العصر الحجري الحديث المبكر
- الزبديات ذات التصميم البارز.

الزبديات ذات التصميم البارز (덧무늬토기 | 隆起文土器), (زبديات منتوءة: 융기문토기) تعود وفقاً لقياسات الكربون المشع إلى 5100 قبل الميلاد. تم إيجاد الزبديات المكشوطة في الطبقات السفلى وتم إثبات عودتها إلى العصر الحجري الحديث المبكر. الزبديات ذات التصميم البارز تتميز ببروز نقوشها بشكل واضح على شكل خطوط على جوانب الزبدية بشكل أفقي أو حتى على شكل سهام.
- عصر فخار منمن المبكر.

يتميز فخار منمن المبكر (이른민무늬토기) بأنه مصنوع من غانغسوك, والميكا, ورمل الكوارتز والتي تخلط لتشكل سطحاً خشناً وقوياً. تتصف هذه الفخاريات برتابتها وهي في كثير من الأحيان تكون بدون نقوش ولكنها أكثر سمكاً بشكل عام. هناك العديد من الزبديات ذات ألوان مختلفة كالبني, والرمادي ولكن لها أحجام مختلفة فمنها الصغير والكبير ولكنها في الواقع متشابهة.
- فخار نولوجغي المطرز.

فخار نولوجغي المطرز (눌러찍기무늬토기), (فخار مختوم: 압인문토기) تم الكشف عن الكثير منه في الساحل الجنوبي لشبه الجزيرة, ومن المفترض أنه تم صنعها بشكل رئيسي في منتصف العصر الحجري الحديث. طريقة صنعها وتزيين شكلها مختلف بدرجة كبيرة جداً. يتم صنعها عن طريق الضغط على الجزء الخارج منها عبر وضعه بين الإبهام والسبابة لابعاد الجزء الجاحظ وتطوير الرسوم المنقوشة, يتم نحتها والرسم عليها عن طريق تجميع عظام الحيوانات وسحقها ودمجها مع الفخار, ويتم استخدام أداة صغيرة لإنهاء الشكل وهي نفسها الأداة التي تساهم في رسم النقوش.

### العصر الحجري الحديث الوسيط
- عصر فخار جلمن (فخار جلمن).

صنع الفخار في هذه الفترة من مسحوق الخشب والعظام أو العديد من المواد الأخرى حيث يتم رسم النقوش عليها وهي تشبه الأوعية بخطوط قصيرة. تظهر هذه الأواني الفخارية في العديد من الأماكن, تتميز هذه الفخاريات بخطوط قصيرة في اتجاه واحد أو اتجاه متبادل لتشكل ما يشبه عظام السمك.
وأيضاً, فإن فخار غهامن مزخرف على شكل عظام السمك.

### العصر الحجري الحديث الأخير
- نمط فخار بونغاي.

يظهر الفخار المطرز المشطي في العصر الحجري الحديث حيث يظهر على شكل خطين أو ثلاثة على جوانب الفخار بشكل متوازي. الفخار المطرز المشطي لا يظهر بشكل كبير في المناطق الشمالية, ولكن نمط فخار بونغاي ينتشر على نطاق واسع فيها. العصر الثاني لفخار جلمن يتواجد في الفترة من 3000 قبل الميلاد ~ 2000 قبل الميلاد.
في النهاية تم استخدام الفخار المطرز المشطي, يبدو أن نوعاً جديداً تم البدء في استخدامه.

## المواقع التاريخية
- أطلال غوسانري جاغناي يجوك.
- أطلال أسانري يانغيانغ.
- أطلال أمسادونغ سول. تم الكشف عن منازل مربعة, كما تم الكشف عن سكاكين نصف قمرية. تم استعادة بعض المنازل.
- أكتشون أنقاض منازل منطقة دايتشونري - كان للمنازل أعمدة وعوارض خشبية, تم الكشف عن أماكن لتخزين الحبوب, كما تم الكشف عن أدوات للزراعة .
- في مايو 2011 تم الإعلان عن نتائج الدراسات التي تقول بأن ميناء بسان الجديد هو أحد المواقع الأثرية من العصر الحجري الحديث المبكر, حيث بدأت التنقيبات فيه منذ فبراير الماضي ليتم اكتشاف بعض العظام فيه والتحف الأثرية.[1]

## وصلات خارجية
- الصفحة الرئيسية لمجتمع كوريا الأثري.
- الصفحة الرئيسية لمجتمع كوريا الحجري الحديث.
- تشوي مجانغ, العصر الحجري الحديث, 《غهويلبو》.